# Zomerandoorn
De zomerandoorn (Stachys annua) is een eenjarige plant uit de lipbloemenfamilie (Lamiaceae). De soort komt van nature voor in Zuid- en Midden-Europa en Zuidwest-Azië en is inheems in Wallonië. Het aantal chromosomen is 2n = 34.
De plant wordt 7–30 cm hoog en vormt een penwortel. De rechtopstaande, zacht behaarde stengel is tegenoverstaand vertakt. Het blad is 2-5 cm lang en 0,5–1,5 cm breed en heeft een afgeronde of wigvormige voet. De bladrand is gekarteld. De gesteelde grondbladeren zijn langwerpig en hebben een stompe top. De zittende tot vrijwel niet gesteelde stengelbladeren zijn langwerpig en hebben een spitse top.
De zomerandoorn bloeit vanaf juni tot in november met wit-gele, 10-16 mm grote bloemen, die soms rode vlekken hebben. De bovenlip is geel. De bloeiwijze is een schijnkrans en bestaat uit twee tot zes bloemen. De behaarde kelk zonder de kelktanden is 7–9 mm lang. De tanden van de kelk zijn langwerpig en hebben een stekelige punt.
De vrucht is een vierdelige splitvrucht met zwartbruine, 2 mm lange nootjes. De nootjes zijn stompkantig en bezet met zeer fijne puntjes.

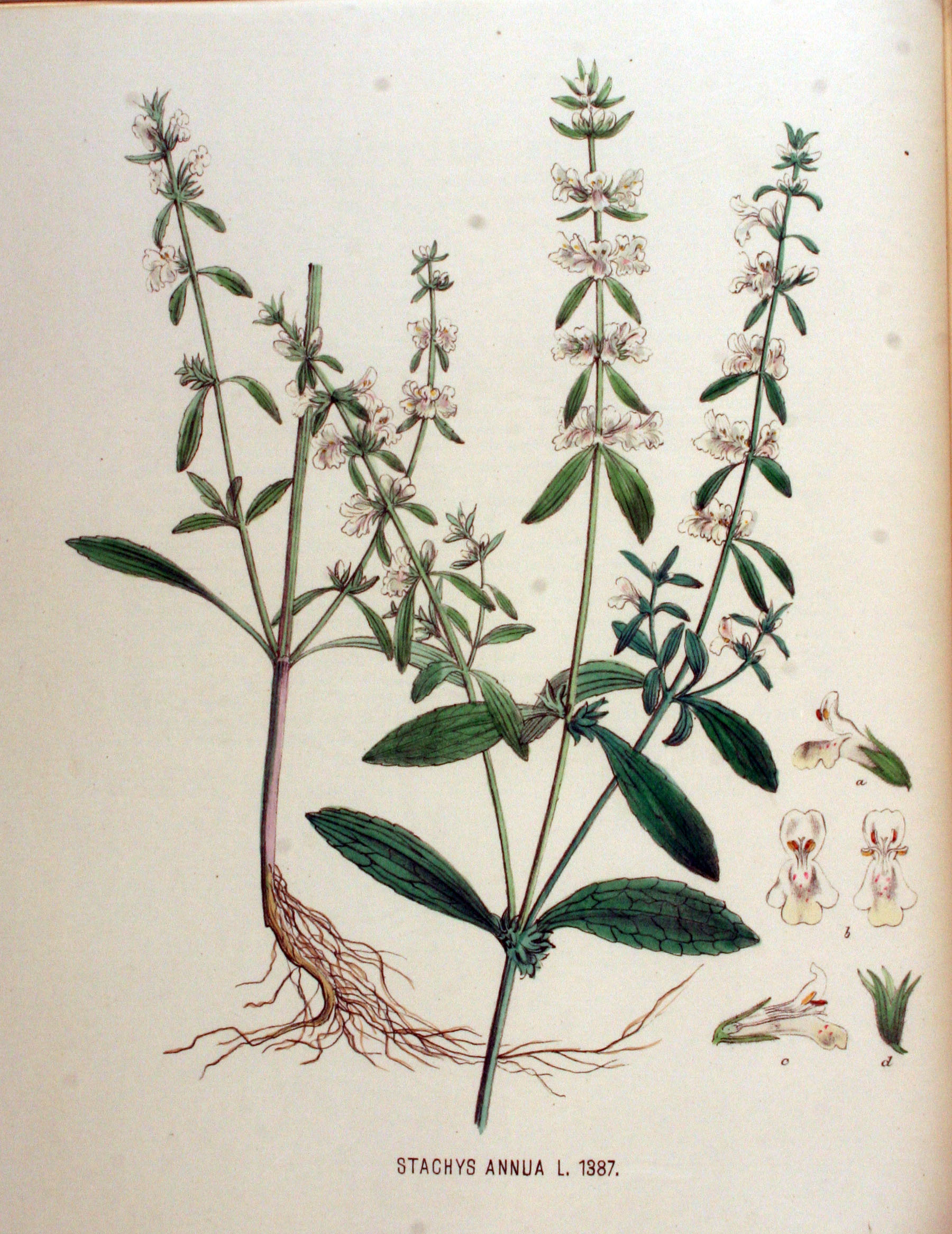
Illustratie uit Flora Batava
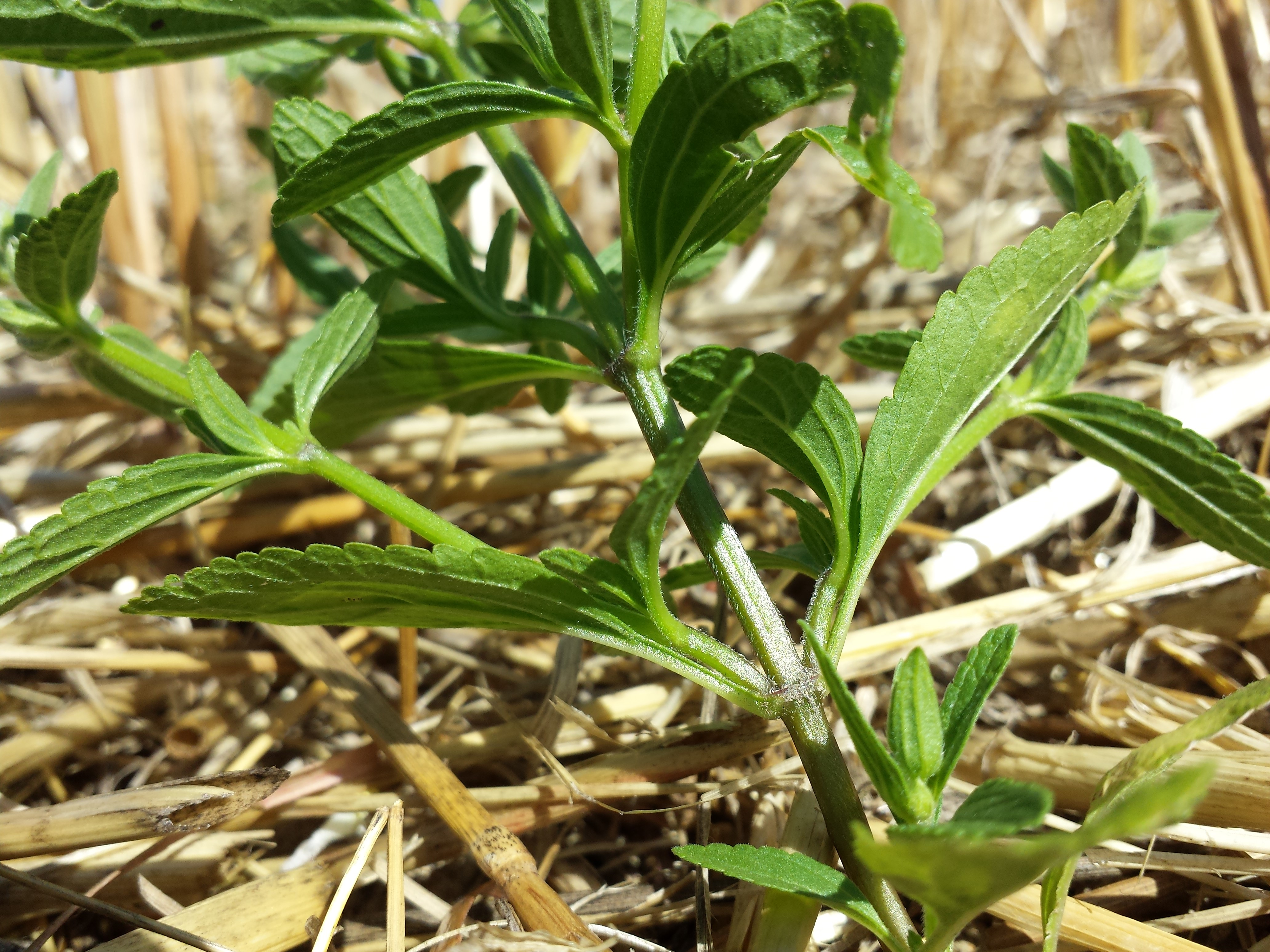
Bladeren met stengel
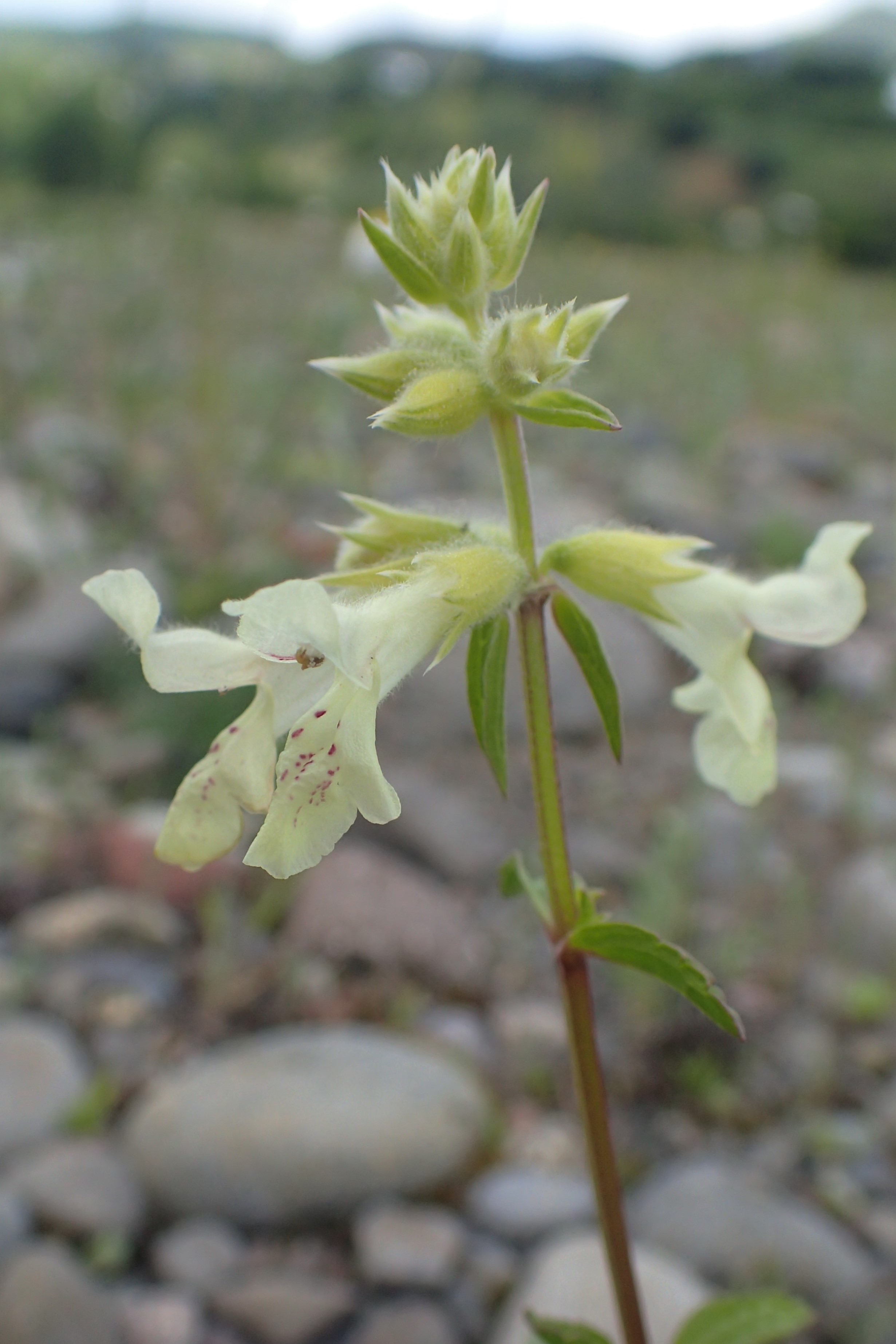
Bloem
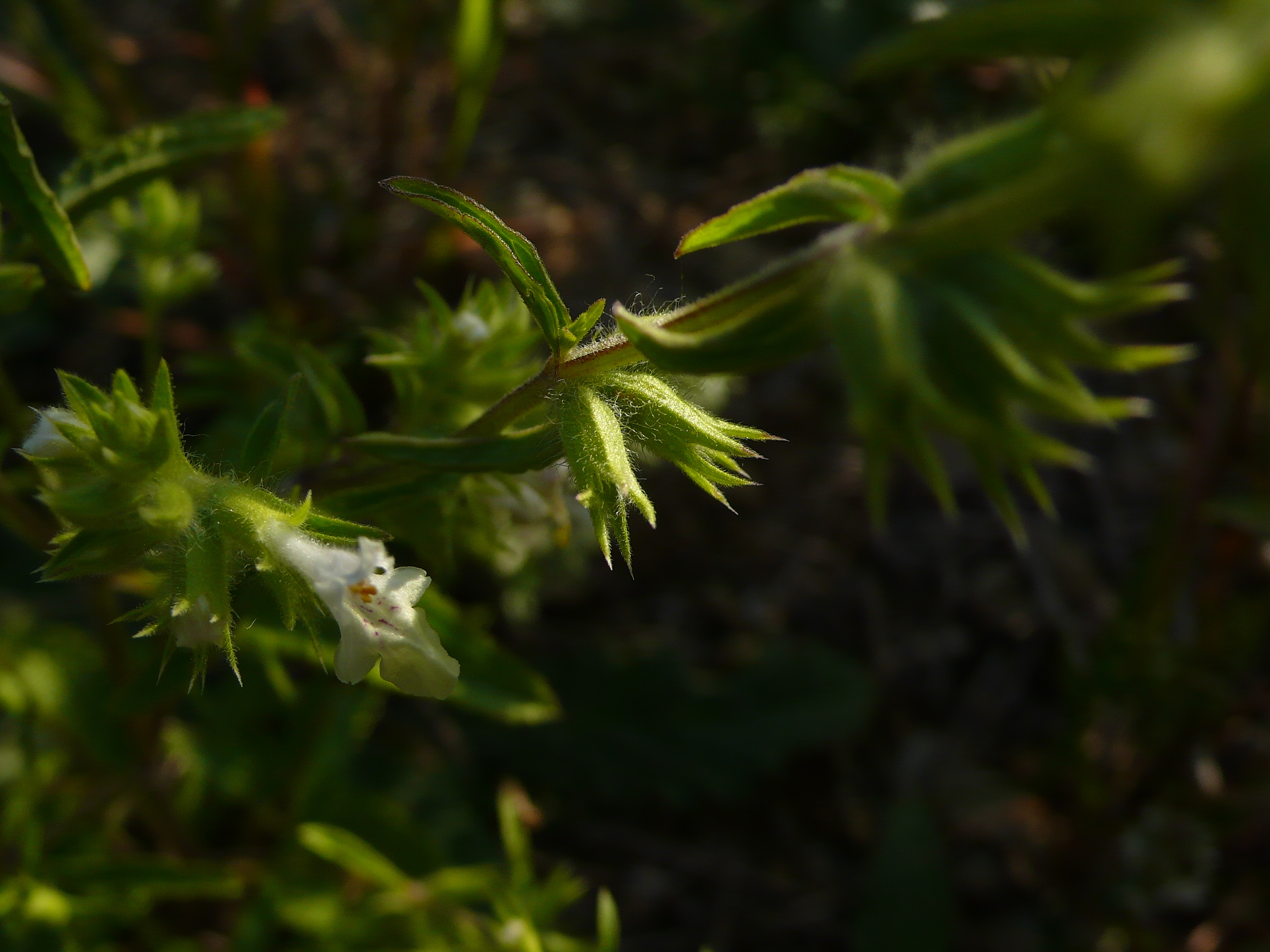
Kelken

Zomerandoorn staat op open, zonnige, warme, matig stikstofarm tot matig stikstofrijk, matig voedselrijk, droge tot matig vochtige, kalkhoudende zand- of stenige leembodems, ook op mergel. Ze groeit in akkers, in wijngaarden, op omgewerkte grond en op ruderale plaatsen. De noordwestelijke grens van het Europese deel van het areaal reikt op het vasteland tot in België. Tot 1900 was de soort in Nederland zeer zeldzaam en vormde hier een voorpost. In Nederland wordt de soort alleen nog maar adventief aangetroffen. Deze kensoort van het naaldenkervel-verbond (Caucalidion) gaat in West-Europa op veel plaatsen achteruit door de intensievere landbouw met al haar gevolgen als herbiciden- en kunstmestgebruik. Bestuiving geschiedt door bijen en hommels. De vruchtkelken met rijpe zaden, die slechts een korte tijd hun kiemkracht behouden, worden door de wind of als klit verspreid. De plant werd vroeger gebruikt tegen hekserij en toverkunst. Medisch werd ze aangewend tegen een aantal kwalen.